# Märta Petrini
Märta Kristina Petrini, född den 18 augusti 1866 i Falun, död den 2 juli 1932 på Höstsol i Täby socken, var en svensk operasångare (sopran).

## Biografi
Märta Petrini var dotter till Henrik Edvard Petrini och Anna Catarina Lindström samt syster till Edvard Petrini och Henrik Petrini.
Petrini fick sin första sångundervisning i Falun av  Johan Ulrik Cederberg och inledde sina musikstudier vid Stockholms konservatorium 1884. Hon studerade därefter för Saint-Yves Bax i Paris 1888–1889. Hon debuterade som Lakmé på Operan i Stockholm 1890, i Paris på Opéra comique 1893 och i Milano 1895. Petrini var sedan vid Stockholmsoperan 1895–1897 och därpå följde engagemang i Sankt Petersburg och Budapest. För fortsatta studier vistades hon därefter en tid i Paris, 1900–1903 var hon engagerad vid operan i Leipzig, 1904 i Düsseldorf och 1905 gästuppträdde hon i Rom. 1906 besökte hon Sverige och uppträdde då åter på Kungliga Teatern. Petrini var även verksam som konsertsångare och sånglärare. Hon gjorde sig mest bemärkt som koloratursångare.
Bland Petrinis roller kan, förutom Lakmé, anföras Julia, Manon, Rosina i Barberaren i Sevilla och Margareta i Faust. År 1914 var hon bosatt i Madras i Indien, där hon studerade Annie Besants teosofiska lära. Efter första världskriget återvände hon till Stockholm.
Märta Petrini är begravd på Täby kyrkogård.

## Bilder

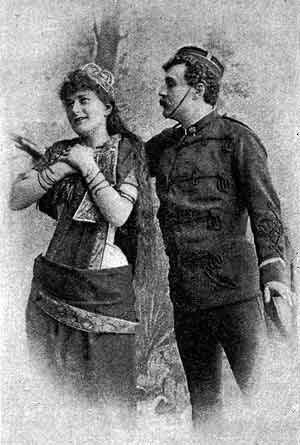
Märta Petrini och Arvid Ödmann i Lakmé på Stockholmsoperan 1890.
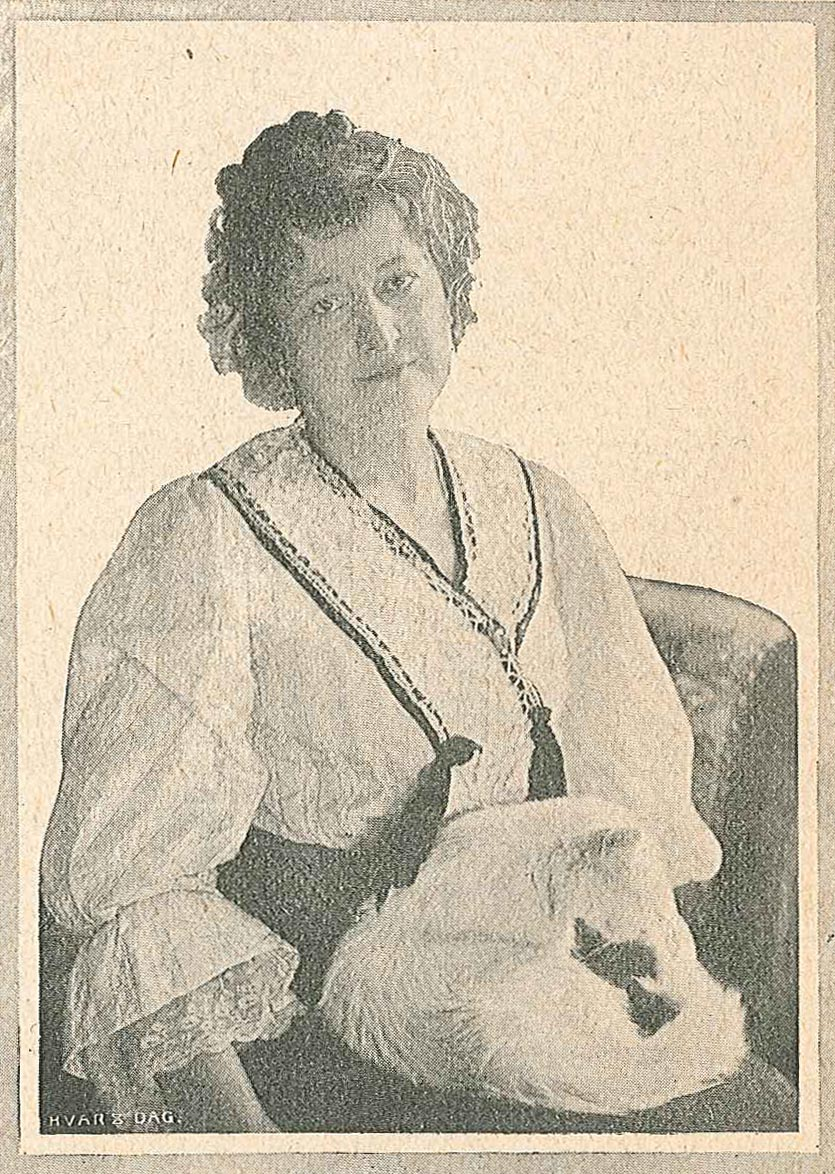
Märta Petrini på ett foto i Hvar 8 dag 1906.